# Laski (powiat pajęczański)
Laski – wieś w Polsce położona w województwie łódzkim, w powiecie pajęczańskim, w gminie Siemkowice.
W latach 1975–1998 miejscowość należała administracyjnie do województwa sieradzkiego.